# Abraço (filme)
Abraço é um filme brasileiro do gênero drama de 2020. Baseado em fatos reais, dirigido e roteirizado por DF Fiuza, o filme conta a história de professores de Sergipe que buscam a garantia de direitos humanos pelo governo. É estrelado por Giuliana Maria, Flávio Bauraqui, Flávio Porto e Rose Ribeiro.

## Sinopse
Em 2008, um grupo de professores sergipanos travam uma luta jurídica contra o governo do estado para protestar contra a perda de direitos. Para manter essas conquistas, cerca de 30 mil professores de todas as regiões do estado saem de suas escolas rumo a capital Aracaju. É nesse contexto que a história da professora Ana Rosa (Giuliana Maria) é contada, a qual vive o desafio de uma jornada tripla: ser mãe, mulher e diretora do sindicato dos professores.

## Elenco
- Giuliana Maria ... Ana Rosa
- Flávio Bauraqui ... Jorge
- Rose Ribeiro ... Margarida
- Flávio Porto
- Paulo Roque
- Isabel Santos
- João Bosco
- Rita Maia
- Isabel Santos

## Produção
Baseado em fatos reais, o filme foi produzido para ter um caráter artístico e documental. A equipe de atores conta com mais de 500 figurantes e cerca de 80 atores locais, desconhecidos do grande público. O filme é uma construção coletiva e a produção foi bancada com recursos do Sindicato dos Trabalhadores em Educação Básica da Rede Oficial do Estado de Sergipe.
O tema musical do filme é "Pra não dizer que não falei de flores", de Geraldo Vandré, que segundo o diretor, DF Fiuza, retrata a expressão exata que Abraço conta, "a história de um momento de ataque aos direitos, em que a solução é a união dos trabalhadores, no caso, os professores sergipanos."

## Lançamento
O filme foi lançado em 15 de outubro de 2020 em cinemas drive-in, devido aos protocolos de segurança da COVID-19, de cidades como Salvador (Espaço Itaú Glauber Rocha), Rio de Janeiro (Espaço Itaú Botafogo e Cinesystem Bangu), São Paulo (Espaço Itaú Augusta), Brasília (Cine Drive In Brasília), Fortaleza (Cine São Luís), Manaus (Cine Casarão) e Ananindeua (Cinesystem Ananindeua). Também foi lançado em salas de cinemas virtuais.

## Principais prêmios e indicações
- Cine PE - Festival do Audiovisual (2019)
  - Melhor Atriz - Giuliana Maria
  - Melhor Trilha Sonora - André Abumjamra e Eron Guarnieri
  - Melhor Filme (Júri Popular) - DF Fiuza

[carece de fontes?]